# Scène nationale d'Albi-Tarn
La Scène nationale d'Albi-Tarn, aussi connue sous le nom d'un de ses bâtiment, le Grand Théâtre des Cordeliers, est une institution culturelle française de spectacle vivant pluridisciplinaire située à Albi, dans le département du Tarn, dans la région Occitanie. 
Elle est labellisée scène nationale depuis 1992. Elle accueille également une salle de cinéma faisant partie du réseau art et essai.

## Histoire
En 1983, le Centre culturel de l'albigeois voit le jour. Il reçoit le label scène nationale en 1992.
En 2009, un concours est lancé pour la réalisation de nouveaux locaux. Le 15 février 2014, un nouveau bâtiment, dit Grand Théâtre, est inauguré dans le quartier culturel des Cordeliers d'Albi. Le projet s'inscrit dans un vaste effort de revitalisation de ce quartier, au cœur du centre-ville et à 500 mètres du secteur classé au patrimoine mondial de l'Humanité. Conçut par Dominique Perrault, le Grand Théâtre est recouvert de 670 panneaux d'aluminium cuivré (Alucobond Spectra) et recouvert partiellement d'une toile métallique de couleur bronze, créée sur mesure par l'entreprise allemande GKD,. 12 000 m3 de béton et 900 tonnes de métal ont été utilisées. Un parc de stationnement souterrain de 380 places, a également été réalisé à cette occasion. Ce bâtiment accueille deux salles et les bureaux de la scène nationale. Un restaurant se trouve sur le toit et dispose d'un accès indépendant, à 18 mètres de hauteur.
En 2022, sa dénomination est modifiée en Scène nationale d'Albi-Tarn par métonymie avec le label dont l'institution est récipiendaire.

## Fonctionnement

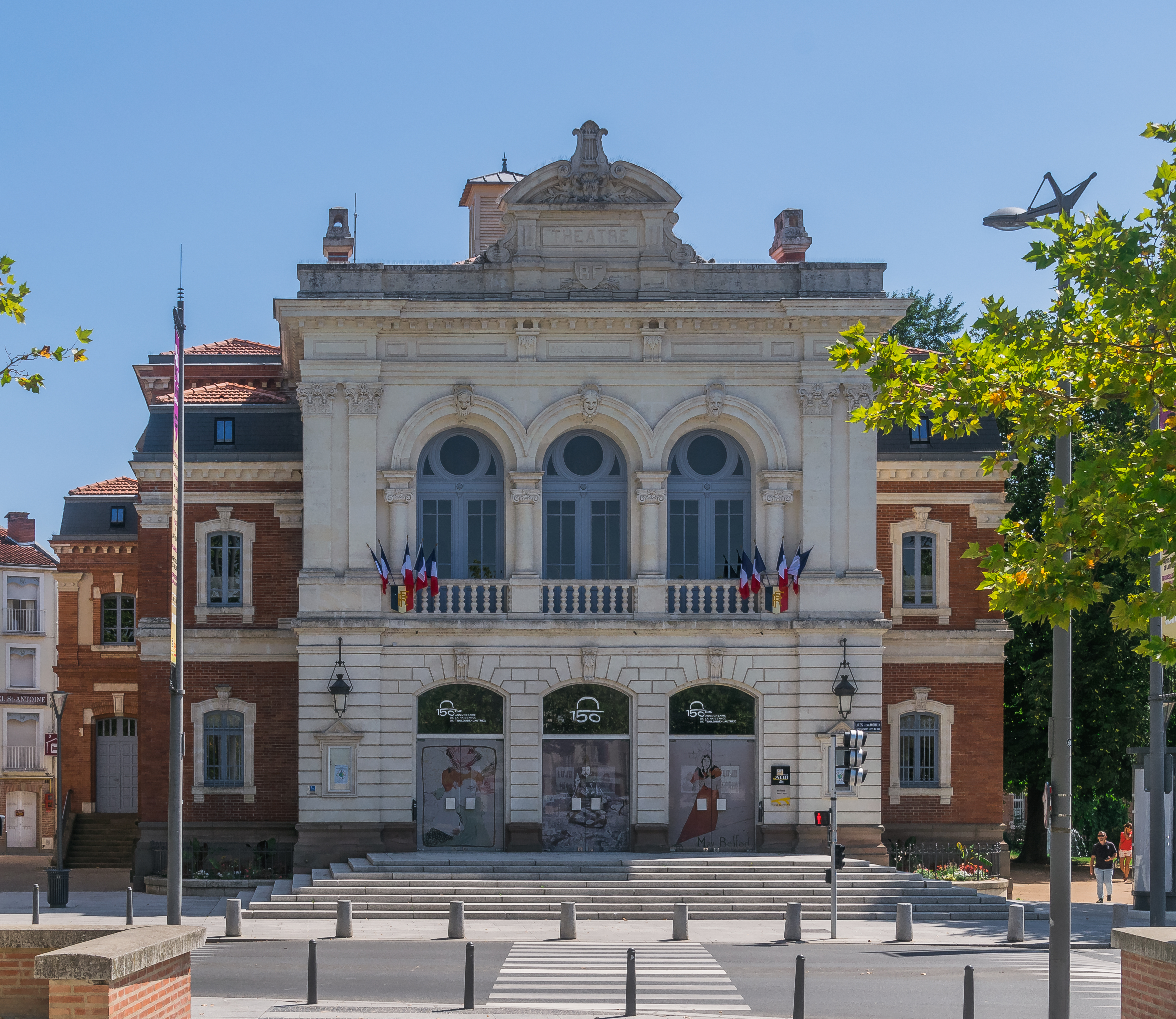
Le Théâtre municipal des Lices, un des lieux gérés par la Scène nationale d'Albi-Tarn

La scène nationale dispose de plusieurs lieux. Le Grand théâtre des Cordeliers accueille deux salle, l'une de 900 places et l'autre modulaire de 250. Elle gère également le Théâtre municipal des Lices, situé rue Saint-Antoine à Albi, et l'Athénor, une autre salle modulaire.
La salle de cinéma Arcé, labellisée salle d'art et d'essai, fait également partie de l'institution.
La scène nationale est une association de gestion loi 1901, dont le Conseil d'administration comprend des représentants de l'État (Direction régionale des affaires culturelles Occitanie, Direction générale de la création artistique, Préfet du Tarn), de la Région Occitanie, du Département du Tarn et de la commune d'Albi. Depuis 2022, Nathalie Besençon en assure la direction.

## Voir également